# Lophophanes
Lophophanes es un género de aves paseriformes de la familia de los páridos (Paridae). Incluye a dos especies que anteriormente se incluían dentro del género Parus.

## Especies
- Lophophanes cristatus - herrerillo capuchino (Europa);
- Lophophanes dichrous - herrerillo crestigrís (montañas de Asia).